# Selište (Žagubica)
Selište (Žagubica) (em cirílico: Селиште) é uma vila da Sérvia localizada no município de Žagubica, pertencente ao distrito de Braničevo, na região de Homolje. A sua população era de 355 habitantes segundo o censo de 2002.

## Demografia
| 1948 | 1953 | 1961 | 1971 | 1981 | 1991 | 2002 | 2011 |
| ---- | ---- | ---- | ---- | ---- | ---- | ---- | ---- |
| 624  | 650  | 661  | 603  | 643  | 585  | 453  | 355  |